# Alan Stacey

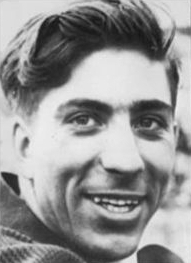
Alan Stacey

 Alan Stacey  va ser un pilot de curses automobilístiques britànic que va arribar a disputar curses de Fórmula 1.
Alan Stacey va néixer el 29 d'agost del 1933 a Broomfield, Essex, Anglaterra i va morir en un accident al circuit de Spa-Francorchamps el 19 de juny del 1960.

## A la F1
Va debutar a la setena cursa de la temporada 1958 (la novena temporada de la història) del campionat del món de la Fórmula 1, disputant el 19 de juliol del 1958 el GP de la Gran Bretanya al Circuit de Silverstone.
Alan Stacey va participar en un total de set curses puntuables pel campionat de la F1, disputades en tres temporades diferents (1958 - 1960) aconseguint un setè lloc com a millor classificació.

## Resultats a la Fórmula 1
| Any  | Equip      | Xassís | Motor  | 1       | 2       | 3   | 4       | 5        | 6   | 7       | 8   | 9       | 10  | 11  | Posició | Punts |
| ---- | ---------- | ------ | ------ | ------- | ------- | --- | ------- | -------- | --- | ------- | --- | ------- | --- | --- | ------- | ----- |
| 1958 | Team Lotus | Lotus  | Climax | ARG     | MON     | HOL | 500     | BEL      | FRA | GBR Ret | ALE | POR     | ITA | MAR | -       | 0     |
| 1959 | Team Lotus | Lotus  | Climax | MON     | 500     | HOL | FRA     | GBR 8    | ALE | POR     | ITA | USA Ret |     |     | -       | 0     |
| 1960 | Team Lotus | Lotus  | Climax | ARG Ret |         |     |         |          |     |         |     |         |     |     | -       | 0     |
| 1960 | Team Lotus | Lotus  | Climax |         | MON Ret | 500 | HOL Ret | BEL MORT | FRA | GBR     | POR | ITA     | USA |     | -       | 0     |

### Resum[2]
| Curses: | Victòries: | Pòdiums: | Poles: | Voltes ràpides: | Punts: |
| ------- | ---------- | -------- | ------ | --------------- | ------ |
| 7       | 0          | 0        | 0      | 0               | 0      |